# Olympische Winterspiele 2006/Biathlon – Staffel (Männer)
Das 4 × 7,5-km-Staffelrennen der Männer im Biathlon bei den Olympischen Winterspielen 2006 fand am 21. Februar 2006 um 12:00 Uhr im Centro Olimpico di Biathlon in Cesana Torinese statt. Es gingen 17 Staffeln à 4 Athleten an den Start. Somit nahmen insgesamt 68 Athleten teil.
Gold ging an die deutsche Staffel mit Ricco Groß, Michael Rösch, Sven Fischer und Michael Greis. Silber gewann die russische Staffel, und Bronze sicherte sich die französische Mannschaft.

## Wettkampfbeschreibung
Beim Staffelrennen gingen vier Athleten einer Nation als Mannschaft ins Rennen. Jeder Athlet hatte dabei eine Laufstrecke von 7,5 km mit je drei gleich langen Runden zu absolvieren. Nach den ersten beiden Runden war jeweils einmal der Schießstand anzulaufen; beim ersten Mal musste liegend, beim zweiten Mal stehend geschossen werden. Anders als in den Einzelwettkämpfen standen den Athleten pro Schießeinlage bis zu drei Nachladepatronen zur Verfügung. Für jede Scheibe, die nach Abgabe aller acht Schüsse nicht getroffen wurde, musste eine Strafrunde mit einer Länge von 150 m absolviert werden. Die Staffelübergabe an den nächsten Athleten erfolgte durch eine eindeutige Berührung am Körper innerhalb einer vorgegebenen Wechselzone. Der letzte Athlet lief am Ende seiner dritten Laufrunde nicht mehr in die Wechselzone, sondern direkt ins Ziel. Sieger war diejenige Nation, deren Staffel als erste das Ziel erreichte.

## Ergebnisse
| Rang | Land Athlet                                                                         | Zeit                                                        | Strafrunden + Nachlader                  | Differenz (min) |
| ---- | ----------------------------------------------------------------------------------- | ----------------------------------------------------------- | ---------------------------------------- | --------------- |
| 1    | Deutschland Ricco Groß Michael Rösch Sven Fischer Michael Greis                     | 1:21:51,5 h 20:47,1 min 19:42,5 min 21:11,6 min 20:10,3 min | 0+3 1+5 0+0 0+1 0+0 0+0 0+1 1+3 0+2 0+1  | –               |
| 2    | Russland Iwan Tscheresow Sergei Tschepikow Pawel Rostowzew Nikolai Kruglow          | 1:22:12,4 h 21:10,0 min 20:09,7 min 20:40,0 min 20:12,7 min | 0+6 0+0 0+3 0+0 0+0 0+0 0+2 0+0 0+1 0+0  | +0:20,9 min     |
| 3    | Frankreich Julien Robert Vincent Defrasne Ferréol Cannard Raphaël Poirée            | 1:22:35,1 h 21:33,8 min 19:45,3 min 21:02,1 min 20:13,9 min | 0+2 0+4 0+0 0+0 0+1 0+0 0+1 0+1 0+0 0+3  | +0:43,6 min     |
| 4    | Schweden Jakob Börjesson Björn Ferry Mattias Nilsson Carl Johan Bergman             | 1:22:35,1 h 21:35,3 min 20:20,5 min 20:27,5 min 20:11,8 min | 0+5 0+7 0+2 0+2 0+0 0+3 0+2 0+1 0+1 0+1  | +0:43,6 min     |
| 5    | Norwegen Halvard Hanevold Stian Eckhoff Frode Andresen Ole Einar Bjørndalen         | 1:23:03,6 h 21:33,1 min 20:22,1 min 21:52,9 min 19:15,5 min | 2+5 0+4 0+2 0+0 0+0 0+2 2+3 0+2 0+0 0+0  | +1:12,1 min     |
| 6    | Tschechien Ondřej Moravec Zdeněk Vítek Roman Dostál Michal Šlesingr                 | 1:23:04,0 h 20:44,6 min 20:47,4 min 20:57,7 min 20:34,3 min | 0+1 1+10 0+0 0+1 0+0 1+3 0+1 0+3 0+0 0+3 | +1:12,5 min     |
| 7    | Ukraine Oleksandr Bilanenko Andrij Derysemlja Oleksij Korobejnikow Ruslan Lyssenko  | 1:23:40,4 h 21:32,6 min 20:10,3 min 20:52,7 min 21:04,8 min | 0+5 1+6 0+2 0+1 0+1 0+1 0+1 1+3          | +1:48,9 min     |
| 8    | Italien Christian De Lorenzi René-Laurent Vuillermoz Paolo Longo Wilfried Pallhuber | 1:23:40,9 h 20:48,8 min 20:05,2 min 21:53,2 min 20:53,7 min | 0+6 2+4 0+2 0+0 0+1 0+1 0+0 2+3 0+3 0+0  | +1:49,4 min     |
| 9    | Vereinigte Staaten Jay Hakkinen Tim Burke Lowell Bailey Jeremy Teela                | 1:24:23,4 h 20:40,8 min 21:05,9 min 21:17,1 min 21:19,6 min | 0+6 1+11 0+1 0+2 0+3 0+3 0+1 0+3 0+1 1+3 | +2:31,9 min     |
| 10   | Slowenien Janez Marič Janez Ožbolt Klemen Bauer Matjaž Poklukar                     | 1:25:01,4 h 21:19,3 min 20:57,9 min 21:39,9 min 21:04,3 min | 0+4 1+6 0+3 0+1 0+0 0+1 0+1 1+3 0+0 0+1  | +3:09,9 min     |
| 11   | Belarus Aljaksandr Syman Sjarhej Nowikau Rustam Waliullin Aleh Ryschankou           | 1:25:04,1 h 22:04,4 min 20:36,0 min 21:46,4 min 20:37,3 min | 0+6 1+9 0+3 0+2 0+1 0+1 0+2 1+3 0+0 0+3  | +3:12,6 min     |
| 12   | Japan Tatsumi Kasahara Hidenori Isa Kyōji Suga Shin’ya Saitō                        | 1:25:15,6 h 21:22,0 min 20:39,0 min 20:48,6 min 22:25,9 min | 2+6 0+5 0+1 0+1 0+1 0+2 2+3 0+1          | +3:24,1 min     |
| 13   | Polen Wiesław Ziemianin Tomasz Sikora Michał Piecha Krzysztof Pływaczyk             | 1:26:57,0 h 20:56,5 min 20:01,2 min 23:37,6 min 22:21,7 min | 0+5 2+5 0+0 0+1 0+1 0+0 0+2 2+3 0+2 0+1  | +5:05,5 min     |
| 14   | Slowakei Pavol Hurajt Dušan Šimočko Miroslav Matiaško Marek Matiaško                | 1:27:44,9 h 22:53,5 min 21:37,2 min 22:11,3 min 21:02,9 min | 3+10 0+9 2+3 0+2 0+2 0+1 1+3 0+3 0+2 0+3 | +5:53,4 min     |
| 15   | Estland Dimitri Borovik Indrek Tobreluts Roland Lessing Priit Viks                  | 1:27:48,9 h 21:43,0 min 21:35,5 min 21:20,7 min 23:09,7 min | 0+10 2+6 0+3 0+0 0+2 0+2 0+2 0+1 0+3 2+3 | +5:57,4 min     |
| 16   | Lettland Jānis Bērziņš Edgars Piksons Raivis Zīmelis Ilmārs Bricis                  | 1:28:10,6 h 22:21,5 min 21:11,5 min 23:55,2 min 20:42,4 min | 2+7 3+5 1+3 0+0 0+1 0+0 1+3 3+3 0+0 0+2  | +6:19,1 min     |
| 17   | Österreich Daniel Mesotitsch Friedrich Pinter Ludwig Gredler Christoph Sumann       | 1:28:26,4 h 23:32,6 min 21:50,5 min 21:54,1 min 21:09,2 min | 1+7 0+4 1+3 0+2 0+0 0+0 0+3 0+0 0+1 0+2  | +6:34,9 min     |